# Santa Lucía, Ecuador
Santa Lucía är en ort i Ecuador.   Den ligger i provinsen Guayas, i den sydvästra delen av landet, 270 km sydväst om huvudstaden Quito. Santa Lucía ligger 15 meter över havet och antalet invånare är 12 523.
Terrängen runt Santa Lucía är kuperad norrut, men söderut är den platt. Runt Santa Lucía är det ganska glesbefolkat, med 36 invånare per kvadratkilometer. Närmaste större samhälle är Guayaquil, 10,5 km öster om Santa Lucía. Trakten runt Santa Lucía består huvudsakligen av våtmarker.